# Biosferă
Biosfera este un termen generic care desemnează spațiile de pe Pământ unde există viață, incluzând partea inferioară a atmosferei, partea superioară a hidrosferei și litosferei. Biosfera conține o multitudine de organisme și de specii care formează numeroase ecosisteme.
Termenul biosferă se datorează geologului și paleontologului austriac Eduard Suess (1875).
Clasificare: Halobios, Lemnobios și Geobio
Importanța Biosferei :
- 1- Produce materie organică
- 2- Permite viața pe pământ
- 3- Oferă alimente și materii prime
- 4- Curăță mediul de toxine
- 5- Este substratul lanțului trofic
- 6- Conservă diversitatea biologică
- 7- Menține mediul original al popoarelor indigene
- 8- Oferă compuși farmaceutici
- 9- Poate servi drept marker al contaminării
- 10- Poate ajuta la urmărirea contaminanților.